# 北九州市立横代中学校
北九州市立横代中学校（きたきゅうしゅうしりつ よこしろちゅうがっこう）は、福岡県北九州市小倉南区横代北町三丁目にある公立中学校。

## 沿革
- 1976年（昭和51年） - 企救中学校より分離し開校[1]。
- 2014年（平成26年）11月24日 - 校舎の1階と2階の窓ガラス合わせて9枚が割られる事件が発生。

## 部活動

### 運動部
- 男子野球部
- 男子サッカー部
- 陸上部（平成26年度 全国大会出場）
- ソフトテニス部
- バスケットボール部
- 女子バレー部
- 剣道部
- 卓球部（平成26年度 全国大会出場）

### 文化部
- 美術部
- ボランティア部

## 委員会活動
- 中央委員会
- 文化委員会
- 風紀委員会
- 美化委員会
- 体育委員会
- 保健委員会

## 校区
- 北九州市立横代小学校

## 交通アクセス
- 九州旅客鉄道（JR九州）日田彦山線 石田駅より徒歩12分。

## 卒業生
- 入江ゆき - 女子レスリング選手
- 入江ななみ - 女子レスリング選手